# Leitbilder und Handlungsstrategien für die Raumentwicklung in Deutschland
Die Leitbilder und Handlungsstrategien für die Raumentwicklung in Deutschland definieren als gemeinsames Konzept des Bundes und der Länder allgemeine Entwicklungsziele für die Raumordnung in Deutschland. Ihre gesetzliche Grundlage liegt in §§ 24 (2) des Raumordnungsgesetzes. Sie wurden 2006 erstmals von der Ministerkonferenz für Raumordnung beschlossen und lösten den Raumordnungspolitischen Orientierungsrahmen von 1993 und den Raumordnungspolitischen Handlungsrahmen von 1995 ab. Am 9. März 2016 wurde eine überarbeitete Fassung beschlossen, die 2017 erneut ergänzt wurde.
Die Leitbilder konkretisieren die in §§ 1 und 2 des Raumordnungsgesetzes festgelegten „Leitvorstellungen und Grundsätze der Raumordnung“. Sie stellen eine Entwicklungsstrategie für Städte und Regionen mit empfehlendem Charakter dar, sind aber kein räumliches Entwicklungskonzept des Bundes und beinhalten keine planerischen Festlegungen.
Als Aufgabe dieser Leitbilder wurde 2006 definiert:
- Stärken von Städten und Metropolregionen als Motor von Wachstum und Innovation
- Die Entwicklung gleichwertiger Lebensverhältnisse in Stadt und Land sichern
- Die Regionen bei der Bewältigung der Auswirkung des demographischen Wandels unterstützen
- Stärkung des Miteinanders und der Kooperation der Regionen, von Stadt und Land, ihre Potenziale zu erkennen, zu bündeln, zu vernetzen und gemeinsam partnerschaftliche Verantwortung zu entwickeln.

Die Überarbeitung im Jahre 2016 geschah vor allem im Hinblick auf die Sicherung der Mobilität, das partnerschaftliche Miteinander von Stadtregionen und ländlichen Räumen sowie grenzüberschreitende und europaweite Verflechtungen.
Die aktuellste Fassung enthält insgesamt fünf strategische Leitbilder:
- Wettbewerbsfähigkeit stärken
- Daseinsvorsorge sichern
- Raumnutzungen steuern und nachhaltig entwickeln
- Klimawandel und Energiewende gestalten
- Digitalisierung

Für jedes Leitbild werden Handlungsansätze formuliert, welche ebenfalls räumlich dargestellt werden.